# Жан де Клермон (виконт Онэ)
Жан де Клермон (Jean de Clermont) (ум. между 10 апреля и 14 сентября 1400), виконт д’Онэ (d’Aulnay) с 1385.
Не следует путать его с отчимом — Жаном Ла Персонном (ум. 1404), виконтом д’Онэ по правам жены (1359—1385); шамбелланом и советником королей Карла V Мудрого и Карла VI, первым капитан-управляющим бастилии Сент-Антуан (1386—1404), который в хрониках Фруассара называется без имени виконтом д’Онэ.
Родился между 1344 и 1350 годами. Сын Жана де Клермона, сеньора де Шантильи, маршала Франции (погиб в битве при Пуатье 19.09.1356), и Маргариты де Мортань (ум. 1385), виконтессы д’Онэ, дамы де Мортань, де Шеф-Бутонн, де Мирамбо, де Коснак и де Фонтен.
После смерти отца унаследовал все его владения кроме сеньории Шантильи, которую король Иоанн II вернул прежнему владельцу - Гильому IV ле Бутейлер де Санлису (Guillaume IV le Bouteiller de Senlis). 
В 1385 году после смерти матери унаследовал виконтство Онэ (в Пуату), в 1372 году отвоёванное у англичан Бертраном Дюгекленом, и сеньории. Часть виконтства мать завещала Ги Ла Персонну, виконту д'Аси - своему сыну от второго брака. Однако Жан де Клермон оспорил это решение и постановлением Парижского парламента от 30 июня 1397 года все земли были ему возвращены, включая сеньорию Мортань-сюр-Жиронд.
Был женат на Елеоноре (р. ок. 1365, ум. не ранее 1425), дочери перигорского графа Аршамбо V. Единственный ребёнок — дочь Луиза, виконтесса Онэ, с 1403 г. жена Франсуа де Монброна, сына маршала Франции Жака де Монброна. Луиза с согласия мужа 11 июня 1407 года продала все унаследованные от отца сеньории в Суассонской и Ланской епархиях Роберу Може — президенту Парижского парламента, но виконтство Онэ осталось в их владении. Потомки Луизы д’Онэ и Франсуа де Монброна удерживали виконтство до 1506 года, когда из-за долгов были вынуждены продать его герцогине Ангулемской Луизе Савойской.